# Giovani del Partito Popolare Europeo
Giovani del Partito Popolare Europeo (in inglese Youth of European People's Party, YEPP) è l'organizzazione giovanile ufficiale del Partito Popolare Europeo. Il movimento è composto da 64 organizzazioni giovanili di partiti politici di centro-destra, provenienti da 40 Paesi europei.
Tra i valori di base dello YEPP figurano il rispetto della dignità umana, la salvaguardia dello stato di diritto, lo sviluppo del libero mercato in maniera sociale, la tutela dell'ambiente, il principio di sussidiarietà e l'integrazione europea.

## Storia
È stato fondato nel 1997 dall'esperienza del Movimento giovanile DC europeo, di cui è stato Presidente Enrico Letta nel 1991.
Fredrik Reinfeldt, fondatore e primo Presidente dello YEPP dal 1997 al 1999, è stato Primo Ministro della Svezia tra il 2006 e il 2014-

## Presidenti
- 1997-1999: Fredrik Reinfeldt (Svezia)
- 1999-2001: Michael Hahn (Germania)
- 2001-2003: Rutger-Jan Hebben (Paesi Bassi)
- 2003-2005: Daniel Bautista (Spagna)
- 2005-2007: David Hansen (Norvegia)
- 2007-2009: Ioannis Smyrlis (Grecia)
- 2009-2011: Laurent Schouteten (Francia)
- 2011-2017: Konstantinos Kyranakis (Grecia)
- 2017-2018: Andrianos Giannou (Romania)
- 2018-2025: Lídia Pereira (Portogallo)[2]
- 2025- in carica: Sophia Kircher (Austria)

### Attuale presidenza
- Presidente: Sophia Kircher (Austria)
- Primo Vicepresidente: Tea Jerkovic (Croazia)
- Segretario Generale: Edelmira Ferri (Spagna)
- Vicesegretario Generale: Eoin Scarlett (Irlanda)
- Tesoriere: Karl-Gustav Pfeiffer (Svezia)

## Organizzazioni aderenti
- Albania: Youth Union of the Democratic Party (FR-PD).
- Austria: Junge ÖVP.
- Bielorussia: Malady Front; Youth Christian-Social Union (YCSU).
- Belgio: Génération engagée; JONG Christen-Democratisch & Vlaams (JONGCD&V).
- Bosnia ed Erzegovina: Youth SDA.
- Bulgaria: Youth Union of the Democratic Party (MSDP); Youth Union of Democratic Forces (MSDS).
- Croazia: Youth of the Croatian Democratic Union (Mladež Hrvatske demokratske zajednice; MHDZ).
- Cipro: Youth Organisation of Democratic Rally (NE.DI.SY).
- Rep. Ceca: Giovani Popolari (Mladí lidovci, ML).
- Danimarca: Kristendemokratisk Ungdom (KDU); Konservativ Ungdom (KU).
- Estonia: Res Publica Juventus; Pro Patria Union Youth (Noor-Isamaa).
- Finlandia: Christian-Democratic Youth of Finland (KDN); The Youth League of the Coalition Party (Kokoomuksen Nuorten Liitto; KNL).
- Francia: Juenes UMP.
- Georgia: Young National Democrats of Georgia (Akhalgazrda Erovnul-Demokrati); Georgian Youth Christian-Democratic Association (SAQDA); The Young Rights - AME (Akhalgazrda Memarjveneebi).
- Germania: Junge Union (JU).
- Grecia: Youth Organisation of New Democracy (ΟΝΝΕΔ/ONNED)
- Ungheria: Youth of the Democratic Forum (IDF).
- Irlanda: Young Fine Gael (YFG).
- Italia: Forza Italia Giovani; Junge Generation; Giovani Autonomisti PATT[3]
- Lettonia: Tautas partijas Jaunatnes organizācija
- Lituania: Jaunieji krikščionys demokratai (JKD
- Lussemburgo: Chrëschtlech-Sozial Jugend (CSJ)
- Malta: Moviment Żgħażagħ Partit Nazzjonalista (MZPN)
- Moldavia: New Generation of the Christian-Democratic People's Party (NG PPCD).
- Paesi Bassi: Christian-Democratic Youth Movement (CDJA).
- Norvegia: Unge Høyres Landsforbund (UHL); Kristelig Folkepartis Ungdom (KrFU)
- Polonia: Stowarzyszenie/MD
- Portogallo: Juventude Social Democrata (JSD)
- Romania: Tineretul Democrat Liberal (TDL)
- San Marino: Christian Democratic Youth of San Marino (GDC).
- Serbia: OMLADINA DEMOKRATSKE STRANKE SRBIJE - ODSS
- Slovacchia: Christian-Democratic Mouvement of Slovakia (KDMS); New Generation (NOVA GENARACIA; NG).
- Slovenia: New Generation of the Slovenian People’s Party (Nova generacija SLS; NG SLS); Slovenian democratic youth (SDM); Young Slovenia (Mlada Slovenija; MSi)
- Spagna: Nuevas Generaciones del Partido Popular (NNGG); Union of Christian-Democratic Youth of Catalonia (UFDCC).
- Svezia: Kristdemokratiska ungdomsförbundet (KDU); Moderata ungdomsförbundet (MUF)
- Svizzera: Giovani PPD.
- Ucraina: Batkivshchyna moloda; Democratic Alliance (DA); Young Rukh.

## Ex Organizzazioni aderenti
- Spagna: Euzko Gaztedi (EGI)